# Leśnica (Osiek Grodkowski)
Leśnica – przysiółek wsi Osiek Grodkowski w Polsce położony w województwie opolskim, w powiecie brzeskim, w gminie Grodków.
W latach 1975–1998 przysiółek administracyjnie należał do starego woj. opolskiego.